# Дупница (община)
Вижте пояснителната страница за други значения на Дупница.
Община Дупница се намира в Югозападна България, област Кюстендил.

## География

### Географско положение, граници, големина
Общината е разположена в североизточната част на област Кюстендил. С площта си от 329,059 km2 заема 4-то място сред 9-те общините на областта, което съставлява 10,78% от територията на областта. Границите ѝ са следните:
- на изток – община Сапарева баня;
- на югоизток – община Самоков, Софийска област;
- на юг – община Рила;
- на югозапад – община Бобошево;
- на запад – община Бобов дол;
- на север – община Радомир, област Перник.

### Природни ресурси

#### Релеф
Релефът на община Дупница е твърде разнообразен – от равнинен, през ниско- и средно планински до високо планински.
Северната, североизточна и централна част на общината се заема от обширната и равна, леко наклонена на югозапад Горна Дупнишка котловина, а в най-южната част се простира северната част на Долната Дупнишка котловина, т.нар. Бобошевско поле. Тук в коритото на река Джерман, югозападно от село Джерман се намира най-ниската точка на общината – 420 m н.в.
От всички страни Горната Дупнишка котловина е оградена от високи и ниски планински масиви. На югоизток от нея в пределите на община Дупница попада най-северозападната част от Северозападния Рилски дял с дълбоко врязаната в него река Дупнишка Бистрица. Най-високата точка на общината връх Дамга (2670 m) се издига в най-югоизточната ѝ част, на границата с община Самоков, в изворната област на реката.
На североизток от котловината, в пределите на общината, се простират част от югозападните склонове на планината Верила с максимална височина връх Буката (1186 m). За западна ограда на Горната Дупнишка котловина служат Гологлавските височини (източната част на Конявска планина) с връх Гола глава (1028 m), разположен северозападно от село Кременик. И накрая, в югозападния ъгъл на община Дупница, западно от Долната Дупнишка котловина се заема от крайните североизточни части на Поглед планина (също дял от Конявска планина) с връх Марчов рид (860 m), на югозапад от село Палатово.

#### Води
Основна водна артерия на община Дупница е река Джерман (ляв приток на Струма). Реката води началото си от Седемте Рилски езера. Тя навлиза в пределите на общината южно от село Крайници и тече на запад-югозапад по югоизточната периферия на Горната Дупнишка котловина. След град Дупница завива на юг, навлиза в Долната Дупнишка котловина и напуска пределите на общината, югозападно от село Джерман. Нейни основни притоци са Отовица и Дупнишка Бистрица (леви) и Джубрена (с големия си десен приток Тополница) и Разметаница (десни). Първите три реки водят началото си от Северозападния дял на Рила, а последните две – от Верила и Конявска планина.
В северната част на общината, във водосборния басейн на река Тополница, е изграден големият язовир „Дяково“, като водите му се използват предимно за напояване на земеделските земи в Горната Дупнишка котловина.

#### Климат
Климатът на община Дупница е умерено-континентален с известно средиземноморско влияние, което навлиза по долината на Струма и притокът ѝ река Джерман. Средната годишна температура е 10,6 °С. Най-топлият месец е юли, а най-студения – януари. Максималната температура е 39,8 °С, минималната -26,7 °С, а средната годишна – около 12 °С. Средното годишно количество на валежите е 656 mm с пролетен максимум – 181 mm и зимен минимум – 134 mm. Относителната влажност на въздуха е средно 69%. Преобладават източните и южните ветрове, със средна скорост 4,8 m/s, като 283 дни в годината са без вятър.

#### Почви
Разнообразният релеф, климат, растителност и скална подложка обуславят наличието на разнородна почвена покривка на територията на общината. Почвите, които имат значение за агротехнически и мелиоративни мероприятия, са алувиално-ливадни, канелени горски и кафяви горски.

#### Флора, фауна, защитени природни територии
Около 22% от територията на общината за заети от гори. Срещат се гори от мъждрян, примесени на места от габър и мезофитни тревни формации (ливади), смесени гори от мизийски бук, габър, липа и бял бор. Храстовите ценози са представени от обикновена шипка, глог, дрян, леска, смрадлика, ракита, калина и др., а тревистите – от бял равнец, пелин, зайча сянка, паричка, змийско мляко, очанка, ягода, еньовче, тинтява, здравец и други.
Фауната се характеризира с представители на видовете влечуги, птици, земноводни и бозайници, характерни за умерено-континенталния климатичен пояс.
На територията на община Дупница попада част от Национален парк „Рила“. Най-близко разположеният резерват до град Дупница е „Скакавица“ (в землището на гр. Сапарева баня), отличаващ се с вековен беломуров горски масив.

## Население

### Етнически състав (2011)
|  |  |  |

Етнически състав към 2011 г.
Численост и дял на етническите групи според преброяването на населението през 2011 г.:
|                     | Численост | Дял (в %) |
| ------------------- | --------- | --------- |
| Общо                | 44 988    | 100,00    |
| Българи             | 39 829    | 88,53     |
| Турци               | 17        | 0,04      |
| Цигани              | 2 441     | 5,43      |
| Други               | 106       | 0,24      |
| Не се самоопределят | 121       | 0,27      |
| Неотговорили        | 2 474     | 5,50      |

### Религиозен състав (2011)
Численост и дял на етническите групи според преброяването на населението през 2011 г.
|  |  |  |

Религиозен състав към 2011 г.

## Населени места
Общината има 17 населени места с общо население 37 795 жители към 7 септември 2021 г.
| Населено място | Население (2021 г.) | Площ на землището km2 | Забележка (старо име)  | Населено място | Население (2021 г.) | Площ на землището km2 | Забележка (старо име)           |
| -------------- | ------------------- | --------------------- | ---------------------- | -------------- | ------------------- | --------------------- | ------------------------------- |
| Баланово       | 330                 | 14,398                |                        | Крайници       | 1741                | 42,447                |                                 |
| Бистрица       | 1396                | 58,818                |                        | Кременик       | 47                  | 7,004                 |                                 |
| Блатино        | 162                 | 6,726                 | Гьол чифлик            | Палатово       | 61                  | 10,957                |                                 |
| Грамаде        | 28                  | 6,185                 |                        | Пиперево       | 152                 | 2,995                 |                                 |
| Делян          | 97                  | 13,013                | Кърнол                 | Самораново     | 1694                | 28,574                |                                 |
| Джерман        | 1185                | 15,892                |                        | Тополница      | 130                 | 19,409                |                                 |
| Дупница        | 27603               | 32,321                | Марек, Станке Димитров | Червен брег    | 1129                | 29,923                | Червени брег                    |
| Дяково         | 263                 | 24,961                |                        | Яхиново        | 1734                | 12,276                |                                 |
| Крайни дол     | 43                  | 3,160                 |                        | ОБЩО           | 37795               | 329,059               | няма населени места без землища |

## Административно-териториални промени
- през 1895 г. – с. Герен е заличено поради изселване без административен акт;
- МЗ № 2820/обн. 14.08.1934 г. – преименува с. Гьол чифлик на с. Блатино;
- през периода 1934 – 1946 г. – с. Ново село е заличено поради изселване без административен акт;
- Указ № 650/обн. 22.07.1949 г. – преименува гр. Дупница на гр. Марек;
- Указ № 567/обн. 31.10.1950 г. – преименува с. Кърнол на с. Делян;
- Указ № 611/обн. 23.11.1950 г. – преименува гр. Марек на гр. Станке Димитров;
- Указ № 960/обн. 4 януари 1966 г. – осъвременява името на с. Червени брег на с. Червен брег;
- Указ № 1885/обн. 07.09.1974 г. – заличава с. Стари дол поради изселване;
- Указ № 7/обн. 14 януари 1992 г. – възстановява старото име на гр. Станке Димитров на гр. Дупница.

## Транспорт
През територията на община Дупница преминават два участъка от Железопътната мрежа на България:
- участък от 28,4 km от трасето на жп линията София – Благоевград – Кулата;
- началният участък от 5 km от трасето на жп линията Дупница – Бобов дол.

През общината преминават частично 5 пътя от Републиканската пътна мрежа на България с обща дължина 78,9 km:
- участък от 24,2 km от автомагистрала „Струма“ (от km 310,8 до km 335,0);
- участък от 26,9 km от Републикански път I-1 (от km 314,5 до km 341,4);
- участък от 22,9 km от Републикански път II-62 (от km 28,8 до km 51,7);
- началният участък от 0,7 km от Републикански път III-623 (от km 0 до km 0,7);
- началният участък от 4,2 km от Републикански път III-6204 (от km 0 до km 4,2).

## Топографска карта
- Лист от карта K-34-59. Мащаб: 1 : 100 000.
- Лист от карта K-34-71. Мащаб: 1 : 100 000.